# Zillis-Reischen
Zillis-Reischen (rétorománsky Ziraun-Reschen) je obec ve švýcarském kantonu Graubünden, okresu Viamala. Nachází se v údolí Zadního Rýna, asi 25 kilometrů jihozápadně od kantonálního hlavního města Churu, v nadmořské výšce 945 metrů. Má necelých 400 obyvatel.

## Geografie
Dvě místní části Zillis (italsky Zirano, rétorománsky Ziràn) a Reischen (1 024 m n. m.) leží na západním svahu hory Curvér Pintg da Taspegn (2 731 m n. m.). Leží východně od Zadního Rýna a patří do údolí Schamsertal. Severně od Reischenu protéká říčka Ual da Reschen a vlévá se do Zadního Rýna. Reischen leží na svahu, zatímco Zillis (945 m n. m.) na dně údolí. K obci patří také dno údolí na levém břehu Rýna. Severní hranici obce tvoří Traversiner Tobel, východní hranici pohoří Piz Curvér (2 972 m n. m.). Kromě dvou hlavních vesnice patří k obci také osady Spegnet (1 467 m n. m.) a Nasch (1 670 m n. m.) a několik samostatných farem.
Z celkové rozlohy obce téměř 25 km² je 1 048 ha zalesněných a 559 ha hornatých. Kromě 45 ha zastavěné plochy je zde 794 ha zemědělsky využitelné půdy, z toho 654 ha je obděláváno jako alpské louky.
Zillis je cílovým místem dálkové turistické stezky Veia Traversina.

## Historie

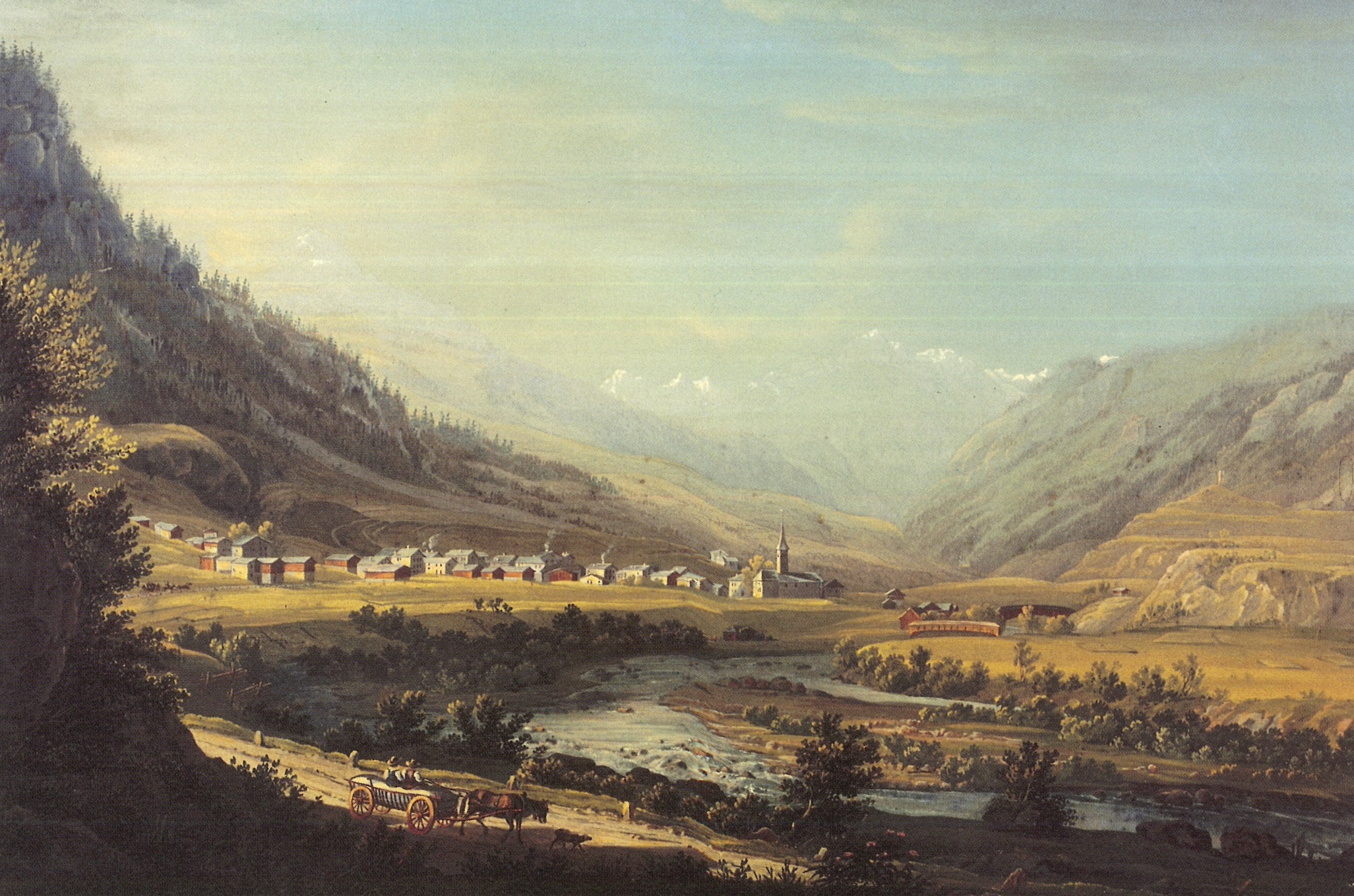
Zillis okolo roku 1825

Zillis má velmi dlouhou historii osídlení. Svědčí o tom nálezy z římské doby a kostelní komplex pocházející z doby okolo roku 500 n. l.
Ota I. Veliký daroval kostel v Zillisu a jeho majetek, k němuž patřily čtyři velké statky v Schams a vnějším Rheinwaldu, biskupovi v Churu. V letech 1130/40 byl kostel přestavěn na známý románský strop. Reformace zde byla zavedena po roce 1530. Od roku 1875, kdy se obec Reischen sloučila s obcí Zillis, existuje obec Zillis-Reischen. Obec je také hlavním sídlem celého regionu Schams.
Jeskyně Zillis na jižním okraji obce Zillis sloužila jako kultovní jeskyně od 2. do 6. století.
Během druhé světové války bylo v Reischenu zřízeno blokovací stanoviště Reischen/Via Mala, které blokovalo přístup do soutěsky Viamala.

## Obyvatelstvo

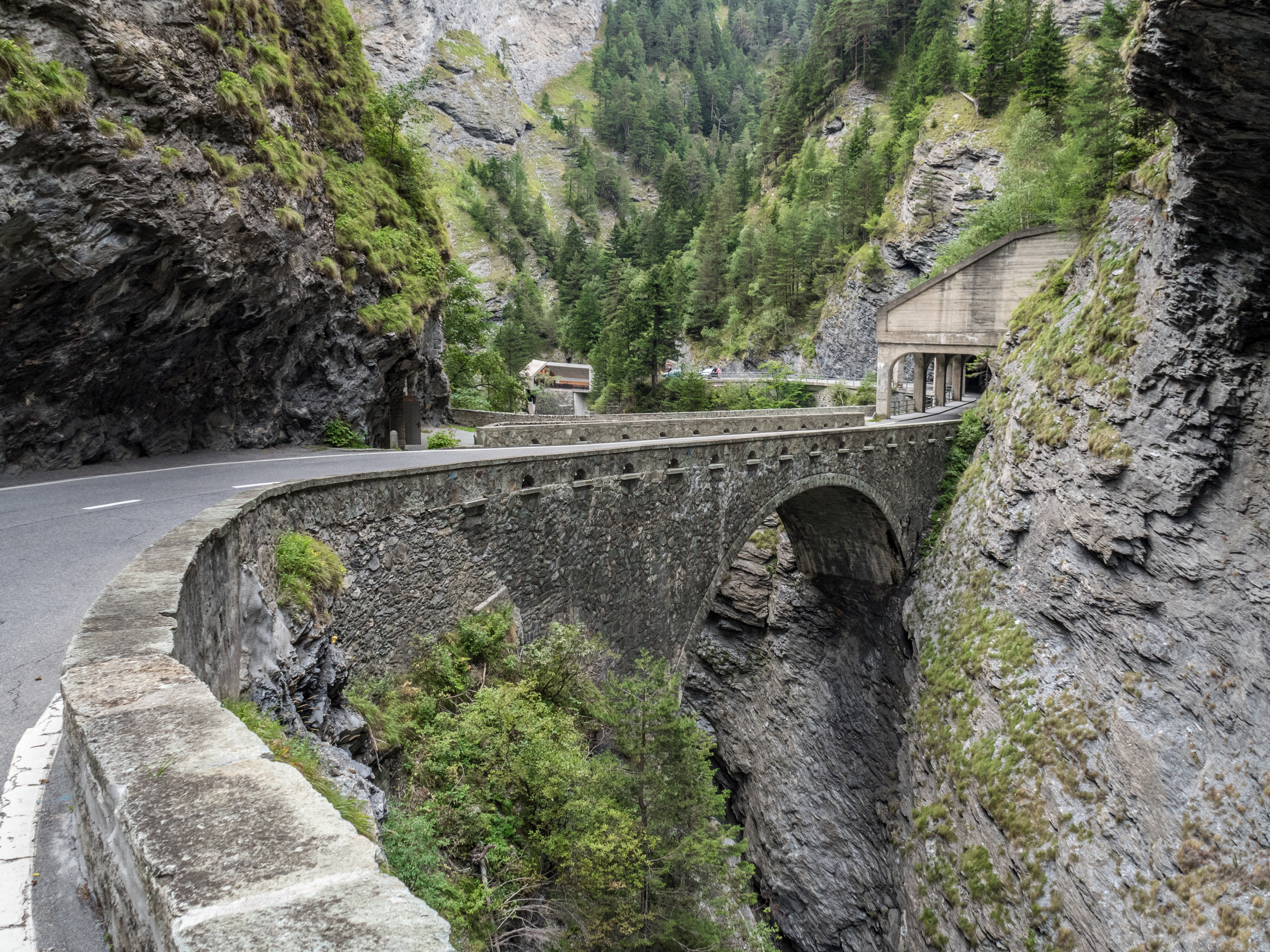
Historický most přes Zadní Rýn v Zillis

| Rok            | 1870 | 1900 | 1950 | 1980 | 1990 | 2000 | 2005 | 2010 | 2012 | 2014 | 2016 |
| Počet obyvatel | 396  | 263  | 276  | 252  | 312  | 330  | 368  | 448  | 424  | 410  | 391  |

### Jazyky
Původně mluvili všichni obyvatelé oblasti jazykem sutselvisch, místním dialektem rétorománštiny. Až do roku 1850 byla obec jednojazyčná, ale do roku 1910 se podíl obyvatel hovořících rétorománsky snížil na 78 %. V roce 1940 tvořili mluvčí rétorománštiny jen mírnou většinu 56 %. Poté se jazyková změna směrem k němčině stále více zrychlovala. Dnes je jediným úředním jazykem němčina, i když 30 % obyvatel stále rozumí rétorománštině. Vývoj v posledních desetiletích přibližuje následující tabulka
| Jazyky v Zillis |                   |                   |                   |                   |                   |                   |
| Jazyk           | Sčítání lidu 1980 | Sčítání lidu 1980 | Sčítání lidu 1990 | Sčítání lidu 1990 | Sčítání lidu 2000 | Sčítání lidu 2000 |
| Jazyk           | Počet             | Podíl             | Počet             | Podíl             | Počet             | Podíl             |
| Němčina         | 136               | 53,97 %           | 229               | 73,40 %           | 263               | 79,70 %           |
| Rétorománština  | 104               | 41,27 %           | 72                | 23,08 %           | 42                | 12,73 %           |
| Počet obyvatel  | 252               | 100 %             | 312               | 100 %             | 330               | 100 %             |

## Doprava
Obec leží na dálnici A13 v trase St. Margrethen – Chur – Bellinzona (exit 24 Zillis-Reischen) a také kantonální hlavní silnici č. 13. Železniční spojení obec nemá; nejbližší stanice se nachází v 12 kilometrů vzdáleném Thusis na Albulské dráze.